# Кроос, Тони
То́ни Кро́ос (нем. Toni Kroos, немецкое произношение:  [ˈtoːni ˈkʁoːs]; 4 января 1990, Грайфсвальд, Росток, ГДР) — немецкий футболист, выступавший на позиции центрального полузащитника. Выступал за национальную сборную Германии. Чемпион мира 2014 года, шестикратный обладатель Лиги чемпионов УЕФА (2012/13, 2015/16, 2016/17, 2017/18, 2021/22, 2023/24). Один из двух самых титулованных немецких футболистов в истории (второй — Томас Мюллер, у обоих по 34 трофея).
Кроос является первым в истории шестикратным победителем Клубного чемпионата мира (2013, 2014, 2016, 2017, 2018, 2022) и пятикратным обладателем Суперкубка УЕФА (2013, 2014, 2016, 2017, 2022). Также Кроос три раза выиграл Бундеслигу (2008, 2012/13, 2013/14), один раз Суперкубок Германии (2012), три раза Кубок Германии (2008, 2013, 2014). В испанских турнирах он выиграл: четыре Ла Лиги (2017, 2020, 2022, 2024), четыре Суперкубка (2017, 2020, 2022, 2024) и один Кубок Испании (2022/23).
В детских и юношеских командах ростокской «Ганзы» Кроос привлёк внимание скаутов со всей Европы. 1 июля 2006 года футболист юношеской сборной Германии сделал свой выбор в пользу «Баварии», с которой подписал контракт до 1 июля 2012 года, затем продлил контракт до 1 июля 2015 года. 17 июля 2014 года перешёл в «Реал Мадрид». Был капитаном юношеской сборной Германии.
21 мая 2024 года 34-летний Кроос объявил о завершении карьеры игрока после чемпионата Европы 2024 года в Германии.

## Клубная карьера

### «Бавария»
26 сентября 2007 года дебютировал за «Баварию» в Бундеслиге в матче против «Энерги», выйдя на замену вместо Зе Роберто на 72-й минуте матча. Уже через три минуты после появления на поле Кроос отдал результативный пас на Мирослава Клозе, а на 89 минуте отдал второй голевой пас в матче, вновь ассистировав Клозе. «Бавария» в том матче уверенно выиграла со счётом 5:0. В дебютном матче Кроосу было 17 лет 8 месяцев и 22 дня. Он стал на тот момент самым молодым игроком в истории «Баварии», затем его рекорд превзошли Алаба и Хёйбьерг. 10 ноября в 13-м туре Кроос впервые вышел на поле с первых минут в матче против «Штутгарта». Отыграв 72 минуты, был заменён на Даниэля ван Бюйтена. В чемпионате Кроос сыграл в 12-ти матчах (3 из них в старте), провёл в общей сложности на поле 354 минуты и отдал две голевые передачи. В том сезоне «Бавария» сделала «золотой дубль», выиграв чемпионат и кубок Германии.

#### Аренда в «Байер 04»
31 января 2009 года Кроос был арендован леверкузенским «Байером», где дебютировал 28 февраля в матче против «Ганновера» (0:1). Вышел под конец матча на 78-й минуте. 12 апреля впервые вышел в стартовом составе против «Вердера» (1:1). Кроос отметился голевой передачей на Барнетту на 11-й минуте матча. В следующем туре Кроос забил первый гол за «Байер» в ворота «Вольфсбурга» (1:2). По итогам сезона в Бундеслиге «Байер» занял 9-е место. Кроос, включая матчи за «Баварию», сыграл в 17-ти матчах, провёл на поле 872 минуты, забил один гол и отдал одну результативную передачу. По окончании сезона «Байер» продлил аренду до конца следующего сезона.
Сезон для Крооса сложился успешно. Он стал одним из лидеров команды. Первым матчем в Бундеслиге стала игра первого тура, в которой «Байер» сыграл вничью с «Майнцем». Кроос вышел на поле с первых минут и был заменён на 62-й минуте. 29 августа отдал первый в сезоне голевой пас, а «львы» победили «Бохум» 2:1. 3 октября Кроос забил первый гол в сезоне, отличившись против «Нюрнберга» уже на 2-й минуте матча (4:0). 31 октября Кроос забил свой второй мяч в чемпионате, поразив на Фельтинс-Арене ворота «Шальке» (2:2). В следующем матче 6 ноября Кроос забил гол в ворота «Айнтрахта» (4:0). 29 ноября Кроос отдал две голевые передачи в матче против «Штутгарта» (4:0) 19 декабря сделал дубль против «Боруссии» Мёнхенгладбах (3:2). «Байер» закончил первый круг на первом месте, не проиграв ни одного матча. Второй круг чемпионата «Байер» также начал уверенно, обыграв «Майнц» 4:2. Кроос забил гол и сделал голевую передачу. В следующем туре он забил гол и дважды ассистировал партнёрам в игре против «Хоффенхайма». Постепенно «львы» стали сбавлять обороты и пропустили вперёд «Баварию», а ещё через некоторое время «Вердер» и «Шальке». «Байер» завершил сезон на четвёртом месте. Кроос появлялся на поле в 33-х матчах (26 в стартовом составе), сыграл 2358 минут, забил 9 голов и отдал 10 голевых передач. Прогресс молодого игрока не остался незамеченным и в национальной команде. Кроос поехал вместе со сборной Германии на чемпионат мира в ЮАР. По окончании сезона Кроос, принадлежавший «Баварии», вернулся в стан мюнхенцев.

#### Возвращение в «Баварию»
Первым матчем в Бундеслиге после возвращения стала игра первого тура, в котором «Бавария» на Альянц Арене принимала «Вольфсбург» (2:1). Уже на 9-й минуте матча Кроос отметился голевым пасом на Томаса Мюллера. 16 октября Кроос сделал второй голевой пас в чемпионате, ассистировав Гомесу, в матче против «Ганновера» (3:0). 29 октября Кроос забил единственный мяч в чемпионате, поразив ворота «Фрайбурга» дальним ударом (4:2). В чемпионате «Бавария» заняла лишь третье место, проиграв дортмундской «Боруссии» и бывшему клубу Крооса — «Байеру». Кроос выходил на поле в 27-ми играх чемпионата (19 в стартовом составе), провёл на поле 1726 минут, забил один гол и отметился четырьмя результативными передачами. В кубке Германии «Бавария» дошла до полуфинала, где уступила будущему победителю — «Шальке» (0:1). Кроос сыграл один матч, выйдя в полуфинале на 59 минуте матча. В Лиге чемпионов «Бавария» в 1/8 встретилась с миланским «Интером», который прошёл в 1/4 по правилу гола, забитого на чужом поле. В Лиге чемпионов Кроос сыграл в 7 играх (6 в стартовом составе).
Новым тренером «Баварии» стал знакомый для Крооса Юпп Хайнкес, который работал в «Байере». В первом туре «мюнхенцы» на «Альянц Арене» уступили «Боруссии» Мёнхенгладбах. Кроос сыграл 60 минут, после чего был заменён. 10 сентября отдал первый голевой пас в сезоне, ассистировав Гомесу, а «Бавария» разгромила «Фрайбург» со счётом 7:0. 27 ноября Кроос отдал две голевые передачи на Даниэля ван Бюйтена в матче против «Майнца» (2:3). 16 декабря забил первый гол в сезоне, а также отдал голевую передачу в игре против «Кёльна» (3:0). 10 марта в 25-м туре забил свой второй гол в сезоне, поразив ворота «Хоффенхайма» (7:1). В сезоне «Бавария» вновь не сумела завоевать серебряную салатницу, пропустив вперёд «Боруссию» Д. Кроос в чемпионате провёл 31 матч (27 в стартовом составе), сыграл 2351 минуту, забил 4 гола и отдал 9 результативных передач. В кубке Германии «Бавария» в финале проиграла «Боруссии» Дортмунд со счётом 2:5. Кроос в кубке сыграл в 4 матчах, провёл на поле 388 минут и забил один гол в 1/8 в ворота «Бохума» . Основную ставку на сезон «Бавария» делала на Лигу чемпионов, финал которой проходил на домашней арене. В первом туре против испанского «Вильярреала» Кроос отличился забитым голом на 7 минуте с передачи Франка Рибери, забил второй гол в 3 туре против «Наполи» на 2 минуте с передачи Жерома Боатенга. В Лиге чемпионов сыграл в 14-ти матчах (все в стартовом составе), провёл на поле 1194 минуты, забил два гола и сделал четыре голевых паса. «Бавария» во всех турнирах сезона заняла второе место.
Первым титулом для «Баварии» в новом сезоне стал суперкубок Германии, в котором «мюнхенцы» на своём стадионе переиграли дортмундскую «Боруссию» 2:1, а Кроос отыграл весь матч. Первый матч в чемпионате Кроос провёл в первом туре против «Гройтер Фюрта» (3:0). В следующем туре в матче против «Штутгарта» (6:1) Кроос забил первый гол в сезоне. В последующих двух турах также забивал голы «Майнце» и «Шальке». 6 октября Кроос отдал первый голевой пас в сезоне, ассистировав Франку Рибери в матче против «Хоффенхайма» (2:0). 3 ноября забил гол и отдал голевой пас в матче против «Гамбурга» (3:0). 24 ноября в 13-м туре против «Ганновера» (5:0) Кроос забил гол и сделал две результативные передачи. 1 декабря в матче против «Боруссии» Дортмунд (1:1) забил гол на 67-й минуте. Второй круг Кроос провёл не так продуктивно как первый. В 24 матчах он забил 6 мячей и отдал 8 голевых передач, 23 раза выходил в стартовом составе. В Кубке Германии провёл два матча: против «Аугсбурга» и «Боруссии» (Дортмунд). В Лиге чемпионов провёл 9 матчей, 8 из которых в стартовом составе, забил 3 гола: «Валенсии» и «Лиллю» на групповом этапе, и лондонскому «Арсеналу» в 1/8, открыв счёт на 6-й минуте. В первом матче против «Ювентуса» получил на 17-й минуте травму и выбыл до конца сезона, из за этого пропустил решающие матчи «Баварии». По итогам сезона «Бавария» оформила требл (Бундеслига, Кубок Германии, Лига Чемпионов). На протяжении сезона Кроос был игроком основного состава.
Сезон для «Баварии» начался с поражения от дортмундской «Боруссии» (2:4) в матче за национальный суперкубок, в этом матче Кроос отыграл 86 минут, после чего уступил место на поле Данте. 30 августа под руководством испанского тренера Хосепа Гвардиолы «Бавария» выиграла первый трофей в сезоне, переиграв в матче за Суперкубок УЕФА лондонский «Челси». На 47-й минуте Кроос отметился голевой передачей на Рибери. Основное и дополнительное время матча закончилось со счётом 2:2 и победителя пришлось выявлять в серии пенальти. Один из ударов был успешно реализован Кроосом. В матче 5-го тура чемпионата Германии с «Ганновером 96» отдал первый голевой пас в сезоне, выведя на удар Марио Манджукича. 5 октября Кроос забил первый гол в сезоне, открыв счёт в матче с «Байером» (1:1). По итогам сезона «Бавария» оформила дубль, выиграв чемпионат и кубок Германии, но при этом сложила свой титул победителя Лиги чемпионов, уступив в полуфинале мадридскому «Реалу». Всего за сезон во всех турнирах Тони Кроос забил четыре гола и отдал восемь голевых передач.

### «Реал Мадрид»
17 июля 2014 года на официальном сайте мадридского «Реала» было объявлено о переходе футболиста в клуб. По неофициальным данным сумма трансфера составила 25-30 миллионов евро, а Кроос заключил шестилетний контракт с клубом на сумму 12 миллионов евро в год. Получил 8-й номер, который до этого принадлежал Кака. Первый матч за «сливочных» Кроос провёл 12 августа 2014 года, выйдя в стартовом составе на матч за Суперкубок УЕФА против «Севильи» (2:0). 25 августа отдал первую голевую передачу за новый клуб, ассистировав Карима Бензема в матче с «Кордобой». 8 ноября забил первый гол за «Реал», поразив ворота «Райо Вальекано» после передачи Криштиану Роналду (5:1).
В составе клуба Кроос выиграл Лигу чемпионов 2015/16 и тем самым стал первым немцем, победившим в этом турнире в составе двух клубов («Баварии» и мадридского «Реала»).

## Карьера в сборной
Первым международным турниром в карьере Крооса стал чемпионат мира в ЮАР, однако он на нём не был основным игроком сборной. Впервые на поле появился в заключительном матче группового этапа со сборной Ганы, выйдя в концовке встречи вместо Бастиана Швайнштайгера. Появлялся на поле ещё три раза в матчах плей-офф с Аргентиной (4:0) и Испанией, а также в победном матче за 3-е место со сборной Уругвая. Отметиться результативными действиями Кроос не сумел. Не был Кроос основным игроком сборной и на Евро-2012, однако появлялся на поле во всех матчах группового этапа, выходя на замены в заключительные десятиминутки. В полуфинальном матче со сборной Италии, проигранном немецкой сборной со счётом 1:2, провёл на поле весь матч.
На победный для сборной Германии бразильский чемпионат мира Кроос отправился в качестве игрока стартового состава и провёл на поле все семь матчей без замен. Уже в первом матче группового этапа со сборной Португалии отметился голевой передачей на Матса Хуммельса. В матче 1/4 финала со сборной Франции вновь отметился голевой передачей на Хуммельса, который забил победный гол. В полуфинале турнира немцы со счётом 7:1 разгромили бразильцев, а Кроос, который забил два мяча (причём всего за 69 секунд), а также отдал голевой пас на Томаса Мюллера, попал под удар в створ ворот Сами Хедира в штрафной бразильцев, был признан лучшим игроком матча. В финале чемпионата сборная Германии со счётом 1:0 переиграла сборную Аргентины. По итогам турнира Кроос был включён в символическую сборную чемпионата.
В первом матче Евро-2016 против сборной Украины Кроос отдал голевую передачу на Шкодрана Мустафи, который открыл счёт в матче и забил победный гол. Больше на групповом этапе полузащитнику отметиться не удалось, несмотря на то, что два оставшихся матча он отыграл полностью. В четвертьфинальном матче со сборной Италии Кроос реализовал свой удар в серии послематчевых пенальти и помог сборной попасть в полуфинал, где немцы уступили хозяевам турнира французам. Игра Крооса привела к тому, что он, как и двумя годами ранее, попал в символическую сборную турнира.
На чемпионате мира 2018 года во втором матче группового этапа против сборной Швеции Тони забил решающий победный гол со штрафного удара за 20 секунд до окончания добавленного времени матча. Позже этот гол был признан лучшим голом второго тура группового этапа и вошёл в десятку лучших голов всего чемпионата.
Принял участие в чемпионате Европы 2020 года. Матч 1/8 финала, в котором немцы уступили англичанам (0:2), стал для Крооса последним в составе национальной команды. Через несколько дней футболист объявил о завершении карьеры в сборной. 22 февраля 2024 года заявил о возвращении в сборную Германии в преддверии домашнего чемпионата Европы 2024 года. 5 июля 2024 года провёл свой последний матч за сборную Германии в матче против сборной Испании.

## Дебюты
- 26 сентября 2007 года дебют Тони Крооса в Бундеслиге в матче с «Энерги», который закончился разгромной победой баварцев. Тогда Кроос, выступающий за вторую команду, заменил на 72-й минуте Зе Роберто. Тони было 17 лет 8 месяцев и 22 дня — тогда это был рекорд для «Баварии». К моменту выхода на поле счёт был 3:0 в пользу «Баварии», закончился матч со счётом 5:0; дебютант дважды ассистировал Мирославу Клозе[20].
- 4 октября 2007 года дебют в еврокубке — на 80-й минуте квалификационного матча Кубка УЕФА с португальским «Белененсишем» Кроос сменил на поле Хамита Алтынтопа[21].
- 10 ноября 2007 года в гостевом матче против «Штутгарта» впервые вышел в стартовом составе[22].
- Тони Кроос дебютировал за «Реал Мадрид» 12 августа 2014 года в матче за Суперкубок УЕФА против «Севильи». «Реал» одержал уверенную победу со счётом 2:0[23].
- В Чемпионате Испании Тони Кроос дебютировал 25 августа 2014 года в матче против «Кордовы». В этом матче он отдал голевую передачу Кариму Бензема[24].

## Характеристика игрока
Кроос обладал хорошим видением игры, отличался точными пасами и дальними ударами. За время выступлений в «Реале», он являлся стабильным эффективным полузащитником, игравшим в стартовом составе.

## Достижения

### Командные
«Бавария»
- Чемпион Германии (3): 2007/08, 2012/13, 2013/14
- Обладатель Кубка Германии (3): 2007/08, 2012/13, 2013/14
- Обладатель Суперкубка Германии: 2012
- Победитель Лиги чемпионов УЕФА: 2012/13
- Обладатель Суперкубка УЕФА: 2013
- Победитель Клубного чемпионата мира: 2013

Итого: 10 трофеев
«Реал Мадрид»
- Чемпион Испании (4): 2016/17, 2019/20, 2021/22, 2023/24
- Обладатель Кубка Испании: 2022/23
- Обладатель Суперкубка Испании (4): 2017, 2020, 2022, 2024
- Победитель Лиги чемпионов УЕФА (5): 2015/16, 2016/17, 2017/18, 2021/22, 2023/24
- Обладатель Суперкубка УЕФА (4): 2014, 2016, 2017, 2022
- Победитель Клубного чемпионата мира (5): 2014, 2016, 2017, 2018, 2022

Итого: 23 трофея
Сборная Германии
- Чемпион мира: 2014
- Бронзовый призёр чемпионата мира: 2010
- Бронзовый призёр чемпионата Европы (2): 2012, 2016

Итого: 1 трофей
Сборная Германии (до 17 лет)
- Бронзовый призёр чемпионата мира среди юношей (до 17 лет): 2007

### Личные
- Обладатель «Золотого мяча» как лучший игрок чемпионата мира среди юношей: 2007[28]
- Обладатель «Бронзовой бутсы» как третий снайпер чемпионата мира среди юношей: 2007[28]
- Лучший футболист до 17-ти лет по версии ФИФА: 2007
- Медаль Фрица Вальтера 2008 (Золото) (Категория U-18)
- Входит в состав символической сборной чемпионата мира: 2014[29]
- Входит в состав символической сборной чемпионата Европы: 2016[30]
- Входит в символическую сборную Лиги чемпионов УЕФА (5): 2013/14, 2014/15, 2015/16, 2016/17[31], 2017/18
- Входит в состав команды года УЕФА (3): 2014[32], 2016[33], 2017[34]
- Включён в «команду года» по версии FIFPro (4): 2014, 2016, 2017, 2024
- Лучший немецкий футболист (по версии болельщиков): 2014[35]
- Лучший плеймейкер года по версии IFFHS: 2014[36]
- Включён в команду десятилетия Европы по версии МФФИИС: 2011—2020[37]
- Включён в команду десятилетия мира по версии МФФИИС: 2011—2020[38]
- Футболист года в Германии (2): 2018[39], 2024
- Первый в истории шестикратный победитель Клубного чемпионата мира (2013, 2014, 2016, 2017, 2018, 2022)[40]

## Семья
Его мать, Биргит, становилась чемпионкой ГДР по бадминтону. Отец, Роланд, — профессиональный детский футбольный тренер, работает в «Ганзе». У Тони есть младший брат Феликс, который до 2010 года играл на позиции нападающего за сборную Германии для игроков не старше 19 лет и в молодёжном составе «Ганзы». 5 июля 2010 года стал игроком бременского «Вердера».
Тони около 5 лет встречался с Джессикой Фабер. 14 августа 2013 года у пары родился мальчик Леон. В 2015 году они тайно сыграли свадьбу. 20 июля 2016 года у пары родилась дочь Амели. 26 марта 2019 года у пары родился сын Фин. Сейчас семья проживает на Мальорке.
В школе Тони не был самым выдающимся учеником, поскольку много времени занимался футболом, однако сверстники хорошо к нему относились. Он свободно владеет английским языком и немного говорит по-испански.

## Статистика выступлений

### Клубная
| Выступление      | Выступление       | Выступление      | Лига | Лига | Кубок страны | Кубок страны | Еврокубки | Еврокубки | Прочие | Прочие | Итого | Итого |
| Клуб             | Лига              | Сезон            | Игры | Голы | Игры         | Голы         | Игры      | Голы      | Игры   | Голы   | Игры  | Голы  |
| ---------------- | ----------------- | ---------------- | ---- | ---- | ------------ | ------------ | --------- | --------- | ------ | ------ | ----- | ----- |
| → Бавария II     | Регионаллига «Юг» | 2007/08          | 12   | 3    | —            | —            | —         | —         | —      | —      | 12    | 3     |
| → Бавария II     | Третья лига       | 2008/09          | 1    | 1    | —            | —            | —         | —         | —      | —      | 1     | 1     |
| → Бавария II     | Итого             | Итого            | 13   | 4    | —            | —            | —         | —         | —      | —      | 13    | 4     |
| Бавария          | Бундеслига        | 2007/08          | 12   | 0    | 2            | 0            | 6         | 1         | —      | —      | 20    | 1     |
| Бавария          | Бундеслига        | 2008/09          | 7    | 0    | 1            | 1            | 1         | 0         | —      | —      | 9     | 1     |
| Бавария          | Бундеслига        | 2010/11          | 27   | 1    | 3            | 1            | 7         | 0         | —      | —      | 37    | 2     |
| Бавария          | Бундеслига        | 2011/12          | 31   | 4    | 6            | 1            | 14        | 2         | —      | —      | 51    | 7     |
| Бавария          | Бундеслига        | 2012/13          | 24   | 6    | 3            | 0            | 9         | 3         | 1      | 0      | 37    | 9     |
| Бавария          | Бундеслига        | 2013/14          | 29   | 2    | 6            | 1            | 12        | 1         | 4      | 0      | 51    | 4     |
| Бавария          | Итого             | Итого            | 130  | 13   | 21           | 4            | 49        | 7         | 5      | 0      | 205   | 24    |
| → Байер 04       | Бундеслига        | 2008/09          | 10   | 1    | 3            | 0            | —         | —         | —      | —      | 13    | 1     |
| → Байер 04       | Бундеслига        | 2009/10          | 33   | 9    | 2            | 0            | —         | —         | —      | —      | 35    | 9     |
| → Байер 04       | Итого             | Итого            | 43   | 10   | 5            | 0            | —         | —         | —      | —      | 48    | 10    |
| Реал Мадрид      | Примера           | 2014/15          | 36   | 2    | 2            | 0            | 12        | 0         | 5      | 0      | 55    | 2     |
| Реал Мадрид      | Примера           | 2015/16          | 32   | 1    | 0            | 0            | 12        | 0         | —      | —      | 44    | 1     |
| Реал Мадрид      | Примера           | 2016/17          | 29   | 3    | 5            | 0            | 12        | 1         | 2      | 0      | 48    | 4     |
| Реал Мадрид      | Примера           | 2017/18          | 27   | 5    | 0            | 0            | 12        | 0         | 4      | 0      | 43    | 5     |
| Реал Мадрид      | Примера           | 2018/19          | 28   | 0    | 4            | 0            | 8         | 1         | 3      | 0      | 43    | 1     |
| Реал Мадрид      | Примера           | 2019/20          | 35   | 4    | 2            | 0            | 6         | 1         | 2      | 1      | 45    | 6     |
| Реал Мадрид      | Примера           | 2020/21          | 28   | 3    | 1            | 0            | 12        | 0         | 2      | 0      | 43    | 3     |
| Реал Мадрид      | Примера           | 2021/22          | 28   | 1    | 3            | 0            | 12        | 2         | 1      | 0      | 44    | 3     |
| Реал Мадрид      | Примера           | 2022/23          | 30   | 2    | 5            | 0            | 12        | 0         | 5      | 0      | 52    | 2     |
| Реал Мадрид      | Примера           | 2023/24          | 33   | 1    | 1            | 0            | 12        | 0         | 2      | 0      | 48    | 1     |
| Реал Мадрид      | Итого             | Итого            | 306  | 22   | 23           | 0            | 110       | 5         | 26     | 1      | 465   | 28    |
| Всего за карьеру | Всего за карьеру  | Всего за карьеру | 492  | 49   | 49           | 4            | 159       | 12        | 31     | 1      | 731   | 66    |

1. ↑  Суперкубок Германии, Суперкубок Испании, Суперкубок УЕФА, Клубный чемпионат мира

### Матчи за сборную
| №   | Дата             | Оппонент             | Счёт          | Голы | Соревнование             |
| --- | ---------------- | -------------------- | ------------- | ---- | ------------------------ |
| 1   | 3 марта 2010     | Аргентина            | 0:1           | —    | Товарищеский матч        |
| 2   | 13 мая 2010      | Мальта               | 3:0           | —    | Товарищеский матч        |
| 3   | 29 мая 2010      | Венгрия              | 3:0           | —    | Товарищеский матч        |
| 4   | 3 июня 2010      | Босния и Герцеговина | 3:1           | —    | Товарищеский матч        |
| 5   | 23 июня 2010     | Гана                 | 1:0           | —    | Финальные матчи ЧМ-2010  |
| 6   | 3 июля 2010      | Аргентина            | 4:0           | —    | Финальные матчи ЧМ-2010  |
| 7   | 7 июля 2010      | Испания              | 0:1           | —    | Финальные матчи ЧМ-2010  |
| 8   | 10 июля 2010     | Уругвай              | 3:2           | —    | Финальные матчи ЧМ-2010  |
| 9   | 11 августа 2010  | Дания                | 2:2           | —    | Товарищеский матч        |
| 10  | 3 сентября 2010  | Бельгия              | 1:0           | —    | Отборочные матчи ЧЕ-2012 |
| 11  | 8 октября 2010   | Турция               | 3:0           | —    | Отборочные матчи ЧЕ-2012 |
| 12  | 12 октября 2010  | Казахстан            | 3:0           | —    | Отборочные матчи ЧЕ-2012 |
| 13  | 17 ноября 2010   | Швеция               | 0:0           | —    | Товарищеский матч        |
| 14  | 26 марта 2011    | Казахстан            | 4:0           | —    | Отборочные матчи ЧЕ-2012 |
| 15  | 29 марта 2011    | Австралия            | 1:2           | —    | Товарищеский матч        |
| 16  | 29 мая 2011      | Уругвай              | 2:1           | —    | Товарищеский матч        |
| 17  | 3 июня 2011      | Австрия              | 2:1           | —    | Отборочные матчи ЧЕ-2012 |
| 18  | 7 июня 2011      | Азербайджан          | 3:1           | —    | Отборочные матчи ЧЕ-2012 |
| 19  | 10 августа 2011  | Бразилия             | 3:2           | —    | Товарищеский матч        |
| 20  | 2 сентября 2011  | Австрия              | 6:2           | —    | Отборочные матчи ЧЕ-2012 |
| 21  | 6 сентября 2011  | Польша               | 2:2           | 1    | Товарищеский матч        |
| 22  | 11 октября 2011  | Бельгия              | 3:1           | —    | Отборочные матчи ЧЕ-2012 |
| 23  | 11 ноября 2011   | Украина              | 3:3           | 1    | Товарищеский матч        |
| 24  | 15 ноября 2011   | Нидерланды           | 3:0           | —    | Товарищеский матч        |
| 25  | 29 февраля 2012  | Франция              | 1:2           | —    | Товарищеский матч        |
| 26  | 31 мая 2012      | Израиль              | 2:0           | —    | Товарищеский матч        |
| 27  | 9 июня 2012      | Португалия           | 1:0           | —    | Финальные матчи ЧЕ-2012  |
| 28  | 13 июня 2012     | Нидерланды           | 2:1           | —    | Финальные матчи ЧЕ-2012  |
| 29  | 17 июня 2012     | Дания                | 2:1           | —    | Финальные матчи ЧЕ-2012  |
| 30  | 28 июня 2012     | Италия               | 1:2           | —    | Финальные матчи ЧЕ-2012  |
| 31  | 15 августа 2012  | Аргентина            | 1:3           | —    | Товарищеский матч        |
| 32  | 11 сентября 2012 | Австрия              | 2:1           | —    | Отборочные матчи ЧМ-2014 |
| 33  | 12 октября 2012  | Ирландия             | 6:1           | 2    | Отборочные матчи ЧМ-2014 |
| 34  | 16 октября 2012  | Швеция               | 4:4           | —    | Отборочные матчи ЧМ-2014 |
| 35  | 6 февраля 2013   | Франция              | 2:1           | —    | Товарищеский матч        |
| 36  | 6 сентября 2013  | Австрия              | 3:0           | 1    | Отборочные матчи ЧМ-2014 |
| 37  | 10 сентября 2013 | Фарерские острова    | 3:0           | —    | Отборочные матчи ЧМ-2014 |
| 38  | 11 октября 2013  | Ирландия             | 3:0           | —    | Отборочные матчи ЧМ-2014 |
| 39  | 15 октября 2013  | Швеция               | 5:3           | —    | Отборочные матчи ЧМ-2014 |
| 40  | 15 ноября 2013   | Италия               | 1:1           | —    | Товарищеский матч        |
| 41  | 19 ноября 2013   | Англия               | 1:0           | —    | Товарищеский матч        |
| 42  | 5 марта 2014     | Чили                 | 1:0           | —    | Товарищеский матч        |
| 43  | 1 июня 2014      | Камерун              | 2:2           | —    | Товарищеский матч        |
| 44  | 6 июня 2014      | Армения              | 6:1           | —    | Товарищеский матч        |
| 45  | 16 июня 2014     | Португалия           | 4:0           | —    | Финальные матчи ЧМ-2014  |
| 46  | 21 июня 2014     | Гана                 | 2:2           | —    | Финальные матчи ЧМ-2014  |
| 47  | 26 июня 2014     | США                  | 1:0           | —    | Финальные матчи ЧМ-2014  |
| 48  | 30 июня 2014     | Алжир                | 2:1 (д. в.)   | —    | Финальные матчи ЧМ-2014  |
| 49  | 4 июля 2014      | Франция              | 1:0           | —    | Финальные матчи ЧМ-2014  |
| 50  | 8 июля 2014      | Бразилия             | 7:1           | 2    | Финальные матчи ЧМ-2014  |
| 51  | 13 июля 2014     | Аргентина            | 1:0 (д. в.)   | —    | Финальные матчи ЧМ-2014  |
| 52  | 3 сентября 2014  | Аргентина            | 2:4           | —    | Товарищеский матч        |
| 53  | 7 сентября 2014  | Шотландия            | 2:1           | —    | Отборочные матчи ЧЕ-2016 |
| 54  | 11 октября 2014  | Польша               | 0:2           | —    | Отборочные матчи ЧЕ-2016 |
| 55  | 14 октября 2014  | Ирландия             | 1:1           | 1    | Отборочные матчи ЧЕ-2016 |
| 56  | 14 ноября 2014   | Гибралтар            | 4:0           | —    | Отборочные матчи ЧЕ-2016 |
| 57  | 18 ноября 2014   | Испания              | 1:0           | 1    | Товарищеский матч        |
| 58  | 29 марта 2015    | Грузия               | 2:0           | —    | Отборочные матчи ЧЕ-2016 |
| 59  | 4 сентября 2015  | Польша               | 3:1           | —    | Отборочные матчи ЧЕ-2016 |
| 60  | 7 сентября 2015  | Шотландия            | 3:2           | —    | Отборочные матчи ЧЕ-2016 |
| 61  | 8 октября 2015   | Ирландия             | 0:1           | —    | Отборочные матчи ЧЕ-2016 |
| 62  | 11 октября 2015  | Грузия               | 2:1           | —    | Отборочные матчи ЧЕ-2016 |
| 63  | 26 марта 2016    | Англия               | 2:3           | 1    | Товарищеский матч        |
| 64  | 29 марта 2016    | Италия               | 4:1           | 1    | Товарищеский матч        |
| 65  | 4 июня 2016      | Венгрия              | 2:0           | —    | Товарищеский матч        |
| 66  | 12 июня 2016     | Украина              | 2:0           | —    | Финальные матчи ЧЕ-2016  |
| 67  | 16 июня 2016     | Польша               | 0:0           | —    | Финальные матчи ЧЕ-2016  |
| 68  | 21 июня 2016     | Северная Ирландия    | 1:0           | —    | Финальные матчи ЧЕ-2016  |
| 69  | 26 июня 2016     | Словакия             | 3:0           | —    | Финальные матчи ЧЕ-2016  |
| 70  | 2 июля 2016      | Италия               | 1:1 (6:5 пен) | —    | Финальные матчи ЧЕ-2016  |
| 71  | 7 июля 2016      | Франция              | 0:2           | —    | Финальные матчи ЧЕ-2016  |
| 72  | 4 сентября 2016  | Норвегия             | 3:0           | —    | Отборочные матчи ЧМ-2018 |
| 73  | 8 октября 2016   | Чехия                | 3:0           | 1    | Отборочные матчи ЧМ-2018 |
| 74  | 11 октября 2016  | Северная Ирландия    | 2:0           | —    | Отборочные матчи ЧМ-2018 |
| 75  | 22 марта 2017    | Англия               | 1:0           | —    | Товарищеский матч        |
| 76  | 26 марта 2017    | Азербайджан          | 4:1           | —    | Отборочные матчи ЧМ-2018 |
| 77  | 1 сентября 2017  | Чехия                | 2:1           | —    | Отборочные матчи ЧМ-2018 |
| 78  | 4 сентября 2017  | Норвегия             | 6:0           | —    | Отборочные матчи ЧМ-2018 |
| 79  | 5 октября 2017   | Северная Ирландия    | 3:1           | —    | Отборочные матчи ЧМ-2018 |
| 80  | 14 ноября 2017   | Франция              | 2:2           | —    | Товарищеский матч        |
| 81  | 23 марта 2018    | Испания              | 1:1           | —    | Товарищеский матч        |
| 82  | 27 марта 2018    | Бразилия             | 0:1           | —    | Товарищеский матч        |
| 83  | 8 июня 2018      | Саудовская Аравия    | 2:1           | —    | Товарищеский матч        |
| 84  | 17 июня 2018     | Мексика              | 0:1           | —    | Финальные матчи ЧМ-2018  |
| 85  | 23 июня 2018     | Швеция               | 2:1           | 1    | Финальные матчи ЧМ-2018  |
| 86  | 27 июня 2018     | Республика Корея     | 0:2           | —    | Финальные матчи ЧМ-2018  |
| 87  | 6 сентября 2018  | Франция              | 0:0           | —    | Лига наций УЕФА (А)      |
| 88  | 9 сентября 2018  | Перу                 | 2:1           | —    | Товарищеский матч        |
| 89  | 13 октября 2018  | Нидерланды           | 0:3           | —    | Лига наций УЕФА (А)      |
| 90  | 16 октября 2018  | Франция              | 1:2           | 1    | Лига наций УЕФА (А)      |
| 91  | 19 ноября 2018   | Нидерланды           | 2:2           | —    | Лига наций УЕФА (А)      |
| 92  | 24 марта 2019    | Нидерланды           | 3:2           | —    | Отборочные матчи ЧЕ-2020 |
| 93  | 6 сентября 2019  | Нидерланды           | 2:4           | 1    | Отборочные матчи ЧЕ-2020 |
| 94  | 9 сентября 2019  | Северная Ирландия    | 2:0           | —    | Отборочные матчи ЧЕ-2020 |
| 95  | 16 ноября 2019   | Беларусь             | 4:0           | 2    | Отборочные матчи ЧЕ-2020 |
| 96  | 19 ноября 2019   | Северная Ирландия    | 6:1           | —    | Отборочные матчи ЧЕ-2020 |
| 97  | 3 сентября 2020  | Испания              | 1:1           | —    | Лига наций УЕФА (А)      |
| 98  | 6 сентября 2020  | Швейцария            | 1:1           | —    | Лига наций УЕФА (А)      |
| 99  | 10 октября 2020  | Украина              | 2:1           | —    | Лига наций УЕФА (А)      |
| 100 | 10 октября 2020  | Швейцария            | 3:3           | —    | Лига наций УЕФА (А)      |
| 101 | 17 ноября 2020   | Испания              | 0:6           | —    | Лига наций УЕФА (А)      |
| 102 | 7 июня 2021      | Латвия               | 7:1           | —    | Товарищеский матч        |
| 103 | 15 июня 2021     | Франция              | 0:1           | —    | Финальные матчи ЧЕ-2020  |
| 104 | 19 июня 2021     | Португалия           | 4:2           | —    | Финальные матчи ЧЕ-2020  |
| 105 | 23 июня 2021     | Венгрия              | 2:2           | —    | Финальные матчи ЧЕ-2020  |
| 106 | 29 июня 2021     | Англия               | 0:2           | —    | Финальные матчи ЧЕ-2020  |
| 107 | 23 марта 2024    | Франция              | 2:0           | —    | Товарищеский матч        |
| 108 | 26 марта 2024    | Нидерланды           | 2:1           | —    | Товарищеский матч        |
| 109 | 7 июня 2024      | Греция               | 2:1           | —    | Товарищеский матч        |
| 110 | 14 июня 2024     | Шотландия            | 5:1           | —    | Финальные матчи ЧЕ-2024  |
| 111 | 19 июня 2024     | Венгрия              | 2:0           | —    | Финальные матчи ЧЕ-2024  |
| 112 | 23 июня 2024     | Швейцария            | 1:1           | —    | Финальные матчи ЧЕ-2024  |
| 113 | 29 июня 2024     | Дания                | 2:0           | —    | Финальные матчи ЧЕ-2024  |
| 114 | 5 июля 2024      | Испания              | 1:2 (д. в.)   | —    | Финальные матчи ЧЕ-2024  |

Итого: сыграно матчей: 114 / забито голов: 17; победы: 74, ничьи: 19, поражения: 21.